# Songyang
Songyang (松阳县,  Sōngyáng Xiàn) ist ein Kreis der bezirksfreien Stadt Lishui in der südchinesischen Provinz Zhejiang. Er hat eine Fläche von 1.401 km² und eine Bevölkerung von 204.880 Menschen (Stand: Zensus 2020).

## Kultur
Die Pagode des Yanqing-Tempels (Songyang Yanqing si ta 松阳延庆寺塔) im Dorf Tashixia im Westen des Kreises steht seit 2006 auf der Liste der Denkmäler der Volksrepublik China (6-542).

## Administrative Gliederung
Auf Gemeindeebene setzt sich Songyang aus fünf Großgemeinden, 14 Gemeinden und einer Nationalitätengemeinde der She zusammen. Sitz der Kreisregierung ist die Großgemeinde Xiping (西屏镇).